# 伊深交流センター
伊深交流センター（いぶかこうりゅうセンター）は、岐阜県美濃加茂市伊深町にある公共施設。

## 概要
- 美濃加茂市の生涯学習施設の一つである。行政施設の「美濃加茂市役所伊深連絡所」、JAめぐみの伊深営業所を併設する[1]。2019年（令和元年）5月2日開所[2]。
- 従来の伊深交流センター（所在地：美濃加茂市伊深町909）は1981年（昭和56年）建設の施設であり[3]、老朽化が進んでいた。新たな伊深交流センターの建設にあたっては、美濃加茂市の公共施設では初の賃貸借方式による契約（賃貸借期間は10年）で行われた[4]。
- 災害時の拠点施設でもあり、太陽光発電設備、電気自動車から施設への給電する設備を備えている。敷地内マンホールトイレがある。

## 施設概要
- 美濃加茂市役所伊深連絡所

所管区域は伊深町全域、山之上町の一部（字屋敷、字向田、字中田、字樋外、字杉菜洞、字裾洞、字野田、字小洞、字添洞、字桐之木洞、字田代、字栃形）、蜂屋町の一部（上蜂屋字野地原、上蜂屋字宮脇、上蜂屋字板堀、上蜂屋字豆栗、上蜂屋字長洞の一部、上蜂屋字大長洞の一部、中蜂屋字西糠洞、中蜂屋字東糠洞）
- JAめぐみの伊深営業所
- 会議室　※間仕切りは可動式であり、最大4室に分割可能
- 多目的室
- 調理室
- エントランス

## 利用案内
- 所在地：岐阜県美濃加茂市伊深町927-1
- 利用時間
  - 8：30 - 22：00　（伊深交流センター）
  - 8：30 - 17：15　（美濃加茂市役所伊深連絡所）
- 休館日
  - 年末年始（12月29日 - 1月3日）　（伊深交流センター）
  - 土日祝日、年末年始（12月29日 - 1月3日）　（美濃加茂市役所伊深連絡所）

## 交通アクセス

### 公共交通機関
- あい愛バス さとやま線「伊深交流センター」バス停より徒歩すぐ

## 周辺施設
- 美濃加茂市立伊深小学校
- 禅徳寺
- 正眼寺
- 正眼短期大学
- 旧伊深村役場庁舎　※国登録有形文化財。2021年現在、カフェ「いぶカフェ」として使用[5]